# Armenien i olympiska vinterspelen 2022
Armenien deltog i de olympiska vinterspelen 2022 i Peking i Kina mellan den 4 och 20 februari 2022.
Armeniens lag bestod av sex idrottare (tre män och tre kvinnor) som tävlade i tre sporter. Det var en dubbelt så stor trupp som 2018. Tina Garabedian och Mikayel Mikayelyan var landets fanbärare under öppningsceremonin. Vid avslutningsceremonin var en volontär landets fanbärare.

## Alpin skidåkning
| Idrottare            | Gren                 | Åk 1 | Åk 1      | Åk 2             | Åk 2             | Totalt           | Totalt           |
| Idrottare            | Gren                 | Tid  | Placering | Tid              | Placering        | Tid              | Placering        |
| -------------------- | -------------------- | ---- | --------- | ---------------- | ---------------- | ---------------- | ---------------- |
| Harutyun Harutyunyan | Herrarnas storslalom | DNS  | DNS       | Gick inte vidare | Gick inte vidare | Gick inte vidare | Gick inte vidare |

## Konståkning
| Idrottare                              | Gren   | Kortprogram | Kortprogram | Friåkningsprogram | Friåkningsprogram | Totalt | Totalt    |
| Idrottare                              | Gren   | Poäng       | Placering   | Poäng             | Placering         | Poäng  | Placering |
| -------------------------------------- | ------ | ----------- | ----------- | ----------------- | ----------------- | ------ | --------- |
| Tina Garabedian / Simon Proulx-Sénécal | Isdans | 65,87       | 19 Q        | 101,16            | 16                | 167,03 | 18        |

## Längdskidåkning
Distans
| Idrottare          | Gren                          | Klassisk stil | Klassisk stil | Fristil | Fristil   | Totalt    | Totalt   | Totalt    |
| Idrottare          | Gren                          | Tid           | Placering     | Tid     | Placering | Tid       | Diff.    | Placering |
| ------------------ | ----------------------------- | ------------- | ------------- | ------- | --------- | --------- | -------- | --------- |
| Mikayel Mikayelyan | Herrarnas 15 km klassisk stil | —             | —             | —       | —         | 43.09,1   | +5.14,3  | 61        |
| Mikayel Mikayelyan | Herrarnas 30 km skiathlon     | 42.09,7       | 37            | 43.08,5 | 47        | 1:25.53,7 | +9.43,9  | 47        |
| Katya Galstyan     | Damernas 10 km klassisk stil  | —             | —             | —       | —         | 34.37,5   | +6.31,2  | 74        |
| Angelina Muradyan  | Damernas 10 km klassisk stil  | —             | —             | —       | —         | 39.43,4   | +11.37,1 | 94        |

Sprint
| Idrottare      | Gren            | Kval    | Kval      | Kvartsfinal      | Kvartsfinal      | Semifinal        | Semifinal        | Final            | Final            | Final |
| Idrottare      | Gren            | Tid     | Placering | Tid              | Placering        | Tid              | Placering        | Tid              | Placering        |       |
| -------------- | --------------- | ------- | --------- | ---------------- | ---------------- | ---------------- | ---------------- | ---------------- | ---------------- | ----- |
| Katya Galstyan | Damernas sprint | 4.00,48 | 80        | Gick inte vidare | Gick inte vidare | Gick inte vidare | Gick inte vidare | Gick inte vidare | Gick inte vidare |       |